# Liu Zhidan
Liu Zhidan (4 de octubre de 1903-14 de abril de 1936), también conocido como Liu Chih-tan, fue un comandante militar y dirigente comunista chino, fundador de la Base de Shaanxi-Gansu-Ningxia, en el noroeste de China, que se convirtió en el Soviet de Yan'an.

## Primeros años
Liu Zhidan nació en 1902/3 en el seno de una familia de literatos de Bao'an, que desde entonces se llama Zhidan en su honor, en el norte de la provincia de Shaanxi. Se le dio el nombre de Jinggui (景桂, Jǐngguì), que más tarde cambió por Zhidan. Liu asistió a la primera escuela primaria del condado, fue miembro de la primera promoción y obtuvo la aceptación en la Escuela Secundaria Yulin. Se afilió al Partido Comunista en 1925. En Yulin recibe la influencia del Movimiento del Cuatro de Mayo y se afilia a la Liga de la Juventud Comunista de China y a la Sociedad para el Progreso Mutuo, una organización cívica progresista.
Tras el Movimiento del 30 de Mayo, viajó con sus compañeros a Shanxi, Pekín y Shanghái, antes de ir a Guangzhou, donde ingresó en la Academia de Whampoa. En julio de 1927, se unió a la Expedición del Norte como oficial del Ejército Nacional Revolucionario y luego fue asignado al Ejército Nacional Popular de Feng Yuxiang, que estaba aliado con la ANR en ese momento.  Tras el incidente del 12 de abril de 1927, Liu, como comunista, huyó del ejército de Feng y se unió a la oposición armada comunista. Tras sufrir reveses en Nanchang, Anhui y Shanghái, Liu regresó a Shaanxi y organizó una guerrilla rural. En mayo de 1928, lanzó el levantamiento de Weihua (en la actual Weinan) con varios miles de hombres y estableció el Ejército Nacional Popular del Noroeste. En junio, Song Zheyuan sofocó el levantamiento y Liu huyó al norte de Shaanxi (Shaanbei).

## Ejército Rojo
En su Shaanxi septentrional natal, Liu Zhidan fundó las bases de operaciones de la región fronteriza de Shaanxi-Gansu y de la región septentrional de Shaanxi, y estableció los cuerpos 26 y 27 del Ejército Rojo Chino. En la primavera de 1934 y el otoño de 1935, derrotó dos grandes campañas de supresión de las fuerzas nacionalistas y logró fusionar las dos bases de apoyo, controlando 22 condados.
Chiang Kai-shek envió a Zhang Xueliang a atacar la base de Liu en 1935, pero las tropas de Zhang fueron derrotadas por Liu en la batalla de Laoshan.Pero poco después, Liu Zhidan fue víctima de una feroz purga a manos de comisarios enviados desde Shanghái, entonces cuartel general del comunismo. Él y sus compañeros fueron encarcelados. Muchos subordinados fueron ejecutados. Estaba a punto de ser ejecutado cuando Mao Zedong y los Largos Marchistas llegaron al Noroeste, detuvieron la campaña de rectificación e hicieron liberar a Liu y sus camaradas.La base de Liu se convirtió en refugio de los demás Ejércitos Rojos derrotados y creció hasta convertirse en el Soviet de Yan'an, la base principal de los comunistas chinos hasta 1947.
El propio Liu fue enviado por Mao para dirigir la Expedición Oriental contra Yan Xishan. Murió en combate en abril de 1936 y fue nombrado mártir.Su condado natal, Bao'an, recibió posteriormente su nombre.

## Legado
Liu Zhidan fue aclamado como mártir en el momento de su muerte y recordado como tal hasta 1962, cuando una novela biográfica sobre su vida fue criticada por Kang Sheng como una conspiración antipartido porque uno de los personajes de la novela aludía al antiguo líder purgado Gao Gang. Xi Zhongxun, uno de sus antiguos camaradas y subordinados fue purgado como consecuencia. Durante la Revolución Cultural, la tumba de Liu fue saqueada por los Guardias Rojos. Tras la Revolución Cultural, el legado de Liu fue rehabilitado.